# Leśna (Olesno)
Leśna (deutsch Leschna, 1936–1945 Mühlendorf O.S.) ist eine Ortschaft in Oberschlesien. Sie liegt in der Gmina Olesno (Rosenberg O.S.) im Powiat Oleski der Woiwodschaft Opole (Oppeln).

## Geographie

### Geographische Lage
Leśna liegt im nordöstlichen Teil Oberschlesiens im Rosenberger Land. Das Dorf Leśna liegt rund sieben Kilometer südwestlich der Kreisstadt Olesno und etwa 48 Kilometer nordöstlich der Woiwodschaftshauptstadt Opole.
Der Ort liegt in der Wyżyna Woźnicko-Wieluńska (Woischnik-Wieluń Hochland) innerhalb der Obniżenie Liswarty (Lisswarther Senke). Leśna ist umgeben von weitläufigen Waldgebieten. Der Ort liegt an der Budkowiczanka (Budkowitzer Bach).

### Ortsteile
Ortsteile sind Nowy Wachów (Kolonie Neu Wallhof) und Kuźnica (Schmiedetal).

### Nachbarorte
Nachbarort von Leśna ist im Norden Wachów (Wachow).

## Geschichte
Das Dorf wurde 1416 erstmals als Altum Leschna urkundlich erwähnt. Der Ortsname leitet sich vom slawischen Begriff las (dt. Wald) ab und bedeutet in etwa Förstchen.
Nach dem Ersten Schlesischen Krieg 1742 fiel Leschna mit dem größten Teil Schlesiens an Preußen.
Nach der Neuorganisation der Provinz Schlesien gehörte die Landgemeinde Leschna ab 1816 zum Landkreis Rosenberg O.S. im Regierungsbezirk Oppeln. 1845 bestanden im Dorf ein Vorwerk, ein Frischfeuer  und 37 Häuser. Im gleichen Jahr lebten in Leschna 296 Menschen, allesamt katholisch. 1855 lebten 302 Menschen in Leschna. 1874 wurde der Amtsbezirk Zembowitz gegründet, welcher aus den Landgemeinden Frei Kadlub, Frei Pipa, Kneja, Leschna, Oschietzko, Pazolkau, Pruskau, Thurzy, Wachow und Zembowitz und den Gutsbezirken Kneja, Leschna, Pazolkau, Pruskau, Thurzy, Wachow und Zembowitz bestand. Erster Amtsvorsteher war der Rittergutsbesitzer und Major Graf Geßler. 1885 zählte Leschna 332 Einwohner.
Bei der Volksabstimmung in Oberschlesien am 20. März 1921 stimmten 48 Wahlberechtigte für einen Verbleib Oberschlesiens bei Deutschland und 192 für eine Zugehörigkeit zu Polen. Leschna verblieb nach der Teilung Oberschlesiens beim Deutschen Reich. 1925 lebten 433, 1933 wiederum 478 Menschen im Ort. Am 27. April 1936 wurde der Ort im Zuge einer Welle von Ortsumbenennungen der NS-Zeit in Mühlendorf O.S. umbenannt. 1939 zählte 1157 Einwohner. Bis 1945 befand sich der Ort im Landkreis Rosenberg O.S.
1945 kam der bis dahin deutsche Orte unter polnische Verwaltung und wurde anschließend der Woiwodschaft Schlesien angeschlossen und am 15. März 1947 ins polnische Leśna umbenannt. 1950 kam der Ort zur Woiwodschaft Oppeln und 1975 zur Woiwodschaft Tschenstochau. 1999 kam der Ort zum wiedergegründeten Powiat Oleski und wieder zur Woiwodschaft Oppeln.